# Кодак
 Тази статия е за корпорацията.  За кинотеатъра в Холивуд вижте Кинотеатър Кодак.  
„Истман Кодак“ (на английски: Eastman Kodak), позната повече като „Кодак“, е корпорация в САЩ за производство главно на фотографско оборудване и материали.
Произвжда също разузнавателна апаратура, взривни материали, радиовзриватели, детайли за ракети и артилерийски снаряди, както и друга продукция с военно предназначение.
През 1880 г. изобретателят Джордж Истман и бизнесменът Хенри Стронг основават Eastman Dry Plate Company в Рочестър, щат Ню Йорк. „Kodak“ е името на първите фотоапарати, произвеждани от фирмата, които се оказват толкова популярни, че Истман регистрира името като търговска марка на 4 септември 1888 г. Този ден се приема за рождената дата на компанията.

## Публикации
- ACKERMAN, Carl William, George Eastman: founder of Kodak and the photography business, Beard Books, Washington, D. C., 2000.
- BINANT, Philippe, Au coeur de la projection numérique, Actions, 29, 12 – 13, Kodak, Paris, 2007